# 신생합성
신생합성(新生合成, 영어: de novo synthesis) 또는 데노보 합성은 부분 분해 후 재활용이 아닌 당이나 아미노산과 같은 단순한 분자로부터 복잡한 분자를 합성하는 것을 지칭한다. 예를 들어 뉴클레오타이드는 폼산 및 아스파르트산과 같은 작은 전구체 분자로부터 생성될 수 있기 때문에 음식물로 섭취하지 않아도 생체 내에서 합성할 수 있다. 반면 메티오닌은 분해된 다음 호모시스테인으로부터 재생성될 수 있지만, 신생합성이 불가능하기 때문에 음식물을 통해 섭취해야 한다.
"De novo"는 라틴어 구문으로 문자 그대로 "from the new"로 번역되고, "새로", "처음부터"를 의미한다.

## 뉴클레오타이드
뉴클레오타이드의 신생합성 경로는 아데닌(A), 구아닌(G), 사이토신(C), 티민(T), 유라실(U)과 같은 유리 염기를 사용하지 않는다. 퓨린 고리는 한 번에 하나 또는 몇 개의 원자들이 부착되며 신생합성 과정 내내 리보스에 부착되어 있다. 피리미딘 고리는 오로트산이 리보스 5-인산에 부착되어 나중에 피리미딘 뉴클레오타이드로 전환된다.

## 콜레스테롤
콜레스테롤은 동물 세포막의 필수 구성 성분이다. 또한 콜레스테롤은 스테로이드 호르몬, 담즙산, 비타민 D의 생합성을 위한 전구체로 역할을 한다. 포유류에서 콜레스테롤은 식이 공급원으로부터 흡수되거나 신생합성된다. 콜레스테롤 신생합성의 70~80%는 간에서 일어나고, 콜레스테롤 신생합성의 약 10%는 소장에서 일어난다. 암세포는 세포막에 콜레스테롤을 필요로 하므로 암세포에는 아세틸-CoA로부터 콜레스테롤을 신생합성하기 위한 많은 효소가 포함되어 있다.

## 지방산 (지방 신생합성)
지방 신생합성은 순환계를 통해 공급받은 탄수화물(특히 고탄수화물 식사 후)이 지방산으로 전환되는 과정이며, 이는 추가로 트라이글리세라이드 또는 다른 지질로 전환될 수 있다. 아세트산과 일부 아미노산(특히 류신과 아이소류신)도 지방 신생합성의 탄소원이 될 수 있다.
일반적으로 지방 신생합성은 주로 지방 조직에서 일어난다. 그러나 비만, 인슐린 저항성 또는 제2형 당뇨병 상태에서 지방 신생합성은 지방 조직(탄수화물 반응요소 결합단백질(ChREBP)이 주요 전사인자인 경우)에서 감소하고, 간(스테롤 조절요소 결합단백질 1(SREBP-1)이 주요 전사인자인 경우)에서 증가한다. 탄수화물 반응요소 결합단백질(ChREBP)은 일반적으로 포도당에 비해 간에서 활성화(인슐린과 무관)된다. 지방과 고지방 식단은 지방 조직에서 탄수화물 반응요소 결합단백질의 수준을 감소시킨다. 대조적으로 고탄수화물 식단 또는 인슐린 저항성으로 인한 높은 혈중 인슐린 수치는 간에서 스테롤 조절요소 결합단백질 1(SREBP-1)의 발현을 강하게 유도한다. 지방 조직의 지방 신생합성의 감소 및 비만과 인슐린 저항성으로 인한 간의 지방 신생합성의 증가는 지방간을 유발한다.
포도당과 달리 과당의 섭취는 인슐린과 독립적인 방식으로 스테롤 조절요소 결합단백질(SREBP-1)과 탄수화물 반응요소 결합단백질(ChREBP)을 모두 활성화시킨다. 포도당은 간에서 글리코젠으로 전환될 수 있지만 과당은 간에서 지방 신생합성을 증가시켜 포도당보다 혈장 트라이글리세라이드를 증가시킨다. 과당 첨가 음료는 같은 양의 포도당 첨가 음료에 비해 혈장 트라이글리세라이드를 더 많이 증가시킬 뿐만 아니라 복부 지방을 더 많이 증가시킨다.
DNL지방 신생합성은 비알코올성 지방간(NAFLD)에서 증가하며, 이 질환의 특징이다. 건강한 사람으로 구성된 대조군에 비해 비알코올성 지방간 환자는 지방 신생합성이 평균적으로 3.5배 증가한다.
지방산 신생합성은 두 가지 중요한 효소인 아세틸-CoA 카복실화효소와 지방산 생성효소에 의해 조절된다. 아세틸-CoA 카복실화효소는 아세틸-CoA에 카복실기를 도입하여 말로닐-CoA를 생성하는 반응을 촉매한다. 그런 다음 지방산 생성효소는 말로닐-CoA를 지방산 사슬로 전환하는 반응을 촉매한다. 사람은 주로 지방산을 음식물을 통해 공급받기 때문에 사람에게서 지방산 신생합성은 활성화되지 않는다. 쥐에서 지방산 신생합성은 저온에 노출되었을 때 백색지방조직에서 증가하며, 혈액의 트라이글리세라이드 수준을 유지하고 장기간 추위에 노출되는 동안 열생성을 위해 지방산을 공급하는 데 중요할 수 있다.

## DNA
DNA 신생합성은 천연의 전구체 주형 DNA 서열의 조립 또는 변형보다는 DNA의 합성 생성을 의미한다. 초기 올리고뉴클레오타이드 합성에 이어 인공 유전자 합성, 마지막으로 프로세스 클로닝, 오류 수정 및 검증이 이어지며, 이는 종종 유전자를 대장균 또는 효모에게 플라스미드로 클로닝하는 것을 포함한다.
프라이메이스는 RNA 중합효소로 기존 가닥에 프라이머를 첨가할 수 있다. DNA 중합효소는 프라이머를 첨가할 수 없기 때문에 새로운 프라이머를 첨가하려면 프라이메이스가 필요하다.

## 더 읽을거리
- Harper's Illustrated Biochemistry, 26th Ed - Robert K. Murray, Darryl K. Granner, Peter A. Mayes, Victor W. Rodwell
- Lehninger Principles of Biochemistry, Fourth Edition - David L. Nelson, Michael M. Cox
- Biochemistry 5th ed - Jeremy M. Berg, John L. Tymoczko, Lubert Stryer
- Biochemistry- Garrett and Grisham 2nd.ed
- Biochemistry, 2/e by Reiginald and Charles Grisham
- Biochemistry for dummies by John T Moore, EdD and Richard Langley, PhD
- Stryer L (2007). Biochemistry. 6th Edition. WH Freeman and Company. New York. USA